# Торстен Пальм
Торстен Пальм (швед. Torsten Palm; 23 липня 1947, Крістінегамн) — шведський автогонщик, учасник чемпіонату світу з автоперегонів у класі «Формула-1».
На початку кар'єри брав участь у ралійних перегонах, виступаючи за команду «Volvo», у 1969 році дебютував у гонках «Формули-3». У 1970—1971 двічі виграв шведський чемпіонат «Формули-3». У 1973—1974 роках стартував у європейському чемпіонаті «Формули-2», фінішував третім на етапі в Карлскозі в 1973 році. Двічі брав участь у Гран-прі чемпіонату світу «Формули-1» 1975 року в складі приватної команди «Polar Caravans», що використовувала автомобілі «Hesketh»: в Монако не пройшов кваліфікацію, а в Швеції фінішував на десятому місці, після чого завершив гоночну кар'єру, так і не набравши жодного очка.

## Результати виступів у Формулі-1
| Рік  | Команда        | Шасі        | Двигун      | 1   | 2   | 3   | 4   | 5       | 6   | 7      | 8   | 9   | 10  | 11  | 12  | 13  | 14  | Місце в чемпіонаті | Очки в чемпіонаті |
| ---- | -------------- | ----------- | ----------- | --- | --- | --- | --- | ------- | --- | ------ | --- | --- | --- | --- | --- | --- | --- | ------------------ | ----------------- |
| 1975 | Polar Caravans | Hesketh 308 | Cosworth V8 | АРГ | БРА | ПІВ | ІСП | МОН НКВ | БЕЛ | ШВЕ 10 | НІД | ФРА | ВЕЛ | НІМ | АВТ | ІТА | США | НКЛ                | 0                 |